# 브렛 라이스
브렛 라이스(Brett Rice, 1954년 1월 1일 ~ )는 미국의 배우이다.
채터누가에서 태어났다.

## 출연 작품
- 예수는 역사다 (2017년) - 레이 넬슨 역
- 설리: 허드슨강의 기적 (2016년) - 칼 클락 역
- 우드론 (2015년)
- 썸머 스노우 (2014년) - 젠킨스 역
- 인텐트 (2014년) - 다니엘스 역
- 폭스캐처 (2014년) - 프레드 콜 역
- 레드 더트 라이징 (2011년)
- 풋루즈 (2011년) - 로저 던바 역
- 슈퍼 에이트 (2011년) - 셔리프 프뤼트 역
- 인듀어 (2010년)
- 당신 생애 최고의 순간 (2010년) - 리처드슨 역
- 발명의 아버지 (2010년)
- 트라이얼 (2010년)
- 레터스 투 갓 (2010년)
- 디어 존 (2010년)
- 엽기 캠퍼스 3 (2009년)
- 단델리온 더스트 (2009, Like Dandelion Dust) - 에번스 판사 역
- 블라인드 사이드 (2009년)
- 섹스 드라이브 (2008년)
- Who's Your Monkey? (2007) - 크리스 역
- 최고의 유산 (2006년)
- 우리는 마샬: 불멸의 팀 (2006년)
- 글로리 로드 (2006년)
- 투데이 유 다이 (2005년)
- 프랑켄슈타인 (2004년)
- 바비존스, 스트로크 오브 지니어스 (2004년)
- 몬스터 (2003년)
- 프레지던트 맨 2 (2002년)
- 사랑은 언제나 좋아 (2001년)
- 언쉐클 (2000년)
- 런어웨이 (2000년)
- 리멤버 타이탄 (2000년)
- 워터보이 (1998년)
- 로즈우드 (1997년)
- 앤더슨빌 (1996년)
- 써든 테러 (1996년)
- 플레드 (1996년)
- 리틀 고르디 (1995년)
- 포레스트 검프 (1994년)
- 훔친 아기 (1993년)
- 비정의 살인 (1993년)
- 마티니 (1993년)
- 칼리포니아 (1993년)
- 그린 앤 레드 러브 (1992년)
- 패신저 57 (1992년)
- 가위손 (1990년) - 리포터 역
- 댈턴: 코드 오브 벤젠스 2 (1986년)
- 여름 캠프 (1985년)

### 텔레비전
- In the Heat of the Night (1992-93)
- 시티 레인져 (1993년)
- 케이프 - 파일롯 (1996년)